# Осівцівська сільська рада
Осівцівська сільська рада — адміністративно-територіальна одиниця та орган місцевого самоврядування у Камінь-Каширському районі Волинської області з адміністративним центром у с. Осівці.

## Населені пункти
Сільській раді підпорядковані населені пункти:
- с. Осівці
- с. Залазько
- с. Ольшани

## Населення
За переписом населення України 2001 року в сільській раді мешкало 1430 осіб.

### Мова
Розподіл населення за рідною мовою за даними перепису 2001 року:
| Мова       | Відсоток |
| ---------- | -------- |
| українська | 99,58 %  |
| російська  | 0,35 %   |
| білоруська | 0,07 %   |

## Склад ради
Рада складається з 16 депутатів та голови.

## Керівний склад сільської ради
| ПІБ                    | Основні відомості                                                                                   | Дата обрання | Дата звільнення |
| ---------------------- | --------------------------------------------------------------------------------------------------- | ------------ | --------------- |
| Цап Володимир Петрович | Сільський голова, 1969 року народження, освіта, член Української Народної Партії                    | 26.03.2006   | 31.10.2010      |
| Цап Володимир Петрович | Сільський голова, 1969 року народження, освіта середня спеціальна, член Української Народної Партії | 31.10.2010   |                 |

Примітка: таблиця складена за даними джерела